# José Eulogio Gárate Ormaechea
José Eulogio Gárate Ormaechea (Sarandí, Argentina - 20 d'octubre del 1944) és un exfutbolista basc nascut a l'Argentina que jugà com a davanter a l'SD Eibar, l'Indautxu, l'Atlètic de Madrid i la selecció espanyola.

## Trajectòria
Gárate va néixer a l'Argentina de pares bascos i va créixer a Eibar (Guipúscoa). Va començar la seva carrera com a futbolista al Sociedad Deportiva Eibar, des d'on va marxar a l'Indautxu de Bilbao. El 1966 va fitxar per l'Atlètic de Madrid. Juntament amb Luis Aragonés, Adelardo, Javier Irureta, Enrique Collar i Ufarte, va ser un important jugador del conjunt madrileny de finals dels seixanta i principis dels setanta. Gárate va ajudar el seu equip a guanyar la Primera divisió tres vegades, la Copa dos cops i a arribar a la final de la Copa d'Europa la temporada 1973-74, guanyant la Copa Intercontinental. Va ser un golejador notable, guanyant el trofeu Pitxitxi tres cops consecutius entre 1968 i 1970 i marcant els gols de la victòria a les finals de Copa de 1972 i 1976. Durant la seva estada a l'Atlético de Madrid, jugà 241 partits de lliga i marcà 109 gols.
L'1 de juny de 1977, amb la seva retirada del futbol professional per les complicacions d'una lesió al genoll, se li va concedir la medalla de plata al mèrit esportiu durant un partit homenatge a l'estadi Vicente Calderón.

## Palmarès
- Copa Intercontinental: 1974
- Primera divisió: 1969–70, 1972–73, 1976–77
- Copa del Rei: 1971–72, 1975–76
- Trofeu Pitxitxi: 1968–69, 1969–70, 1970–71